# Großer Schauener See
Der Große Schauener See ist ein ca. 1800 m langer und 1200 m breiter See im Landkreis Oder-Spree in der Stadt Storkow. Er liegt im Ortsteil Groß Schauen, gehört zum Naturpark Dahme-Heideseen und ist Bestandteil der Groß Schauener Seenkette, sowie Teil von Sielmanns Naturlandschaft Groß Schauener Seen

## Geografie
Der Große Schauener See befindet sich am nördlichen Ende der Groß Schauener Seenkette. Im Westen geht er in den Schaplowsee, im Süden in den Großen Wochowsee über.
Der Ortsteil Groß Schauen befindet sich am Nordufer und ist der Namensgeber des Sees.

## Tourismus
Am westlichen Seeufer befindet sich eine Fischerei mit angeschlossenem Hotel und Restaurant. In dem ebenfalls zugehörenden Fischereimuseum sind unter anderem Präparationen einheimischer Fische ausgestellt.
Eine öffentliche Badestelle befindet sich am Nordufer des Sees.
Am Ostufer ist auf einem Strommast ein Fischadlerhorst angebracht. Dieser kann mittels einer Webcam eingesehen und eventuell vorhandene Fischadler bei der Aufzucht ihrer Jungen beobachtet werden.

In speziellen Bereichen des Sees ist das Angeln erlaubt.

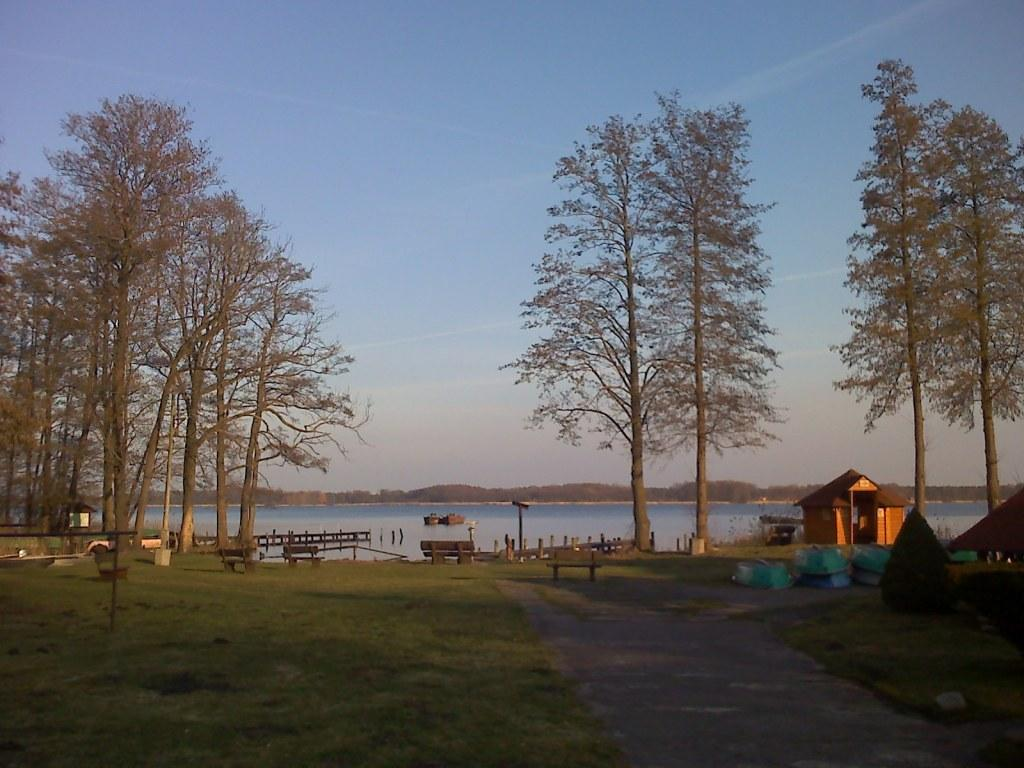
Großer Schauener See (Fischerei Köllnitz)